# Фларёво
Фларёво — деревня в Старорусском муниципальном районе Новгородской области, с весны 2010 года относится к Великосельскому сельскому поселению. На 1 января 2011 года постоянное население деревни — 23 жителя, число хозяйств — 9.
Деревня расположена на правом берегу реки Каменка в километре к югу от деревни Астрилово.

## Население
| 2010 | 2011 | 2012 | 2013 |
| ---- | ---- | ---- | ---- |
| 19   | ↗23  | ↘21  | ↘18  |

## История
Упоминается в писцовых книгах Шелонской пятины с 1498 года. В основе ойконима личное имя Фларь — (вариант от Флор). В Новгородской губернии деревня была приписана к Астриловской волости Старорусского уезда. До весны 2010 года входила в ныне упразднённое Астриловское сельское поселение.

## Транспорт
Есть прямое беспересадочное пассажирское автобусное сообщение с административным центром муниципального района — городом Старая Русса (маршрут № 138, Старая Русса — Селькава).